# Nicolaas Havenga
Nicolaas Christiaan Havenga (Fauresmith, 1882. május 1. – Fokváros, 1957. március 4.) dél-afrikai politikus, James Hertzog és Daniël François Malan miniszterelnökök kormányaiban pénzügyminiszterként dolgozott.

## Élete
Havenga családja fiatalkorában anyagi nehézségekkel küzdött, és ennek következtében nem tudott egyetemre járni, annak ellenére, hogy az iskolában jól teljesített. Kapcsolata Hertzoggal a második búr háború alatt kezdődött, amikor Havengát Hertzog a magántitkárvá fogadta fel. Háborús szolgálatát követően visszatért tanulni és ügyvédi képesítést szerzett, később a Dél-afrikai Párthoz. Az 1915-ös választásokon beválasztották a Népgyűlésbe, itt, pénzügyi pénzügyi szakértelmére hamar felfigyeltek párttársai.
Havenga Hertzog kormányának vezető tagja volt, és Oswald Pirow-val együtt ő alkotta Hertzog „belső kabinetjének” az alapját, amely a döntéshozatal menetét irányította. Pénzügyminiszterként (1929–1934) ő felelt azért a döntésért, hogy Dél-Afrikát levonják az aranystandardról, ami jelentős gazdasági fellendüléshez vezetett.

### Az Afrikáner Párt vezetőjeként
Hertzog hűséges támogatójaként kilépett az Egyesült Párt kormányából annak megalakulását követően, megalapította saját pártját, az Afrikáner Pártot. Havenga vezette a pártot az 1943-as választásokon, de annak valamennyi jelöltje, beleértve magát Havengát is, vereséget szenvedett. Kezdetben szövetkezni kívánt Malannel és az Újraegyesült Nemzeti Párttal (HNP), de Malan ezt az ajánlatot visszautasította.
Nemsokára azonban újra felajánlotta a választási szövetséget Malannek, aki ekkor már elfogadta ajánlatát, így 1948-ban sikerült kiszorítani a kormányzásból a Smuts-féle Dél-afrikai Pártot. Havenga pártja kilenc mandátumot szerzett, a HNP hetvenet, így ez elég volt a többségi kormány megalakításához.

### Újra a kormányban
1948-ban Havengát ismét pénzügyminiszternek nevezték, és ebben a szerepkörében az Egyesült Királysággal való szoros gazdasági együttműködés előmozdítása miatt szerzett hírnevet. A Malannal felmerült néhány nézeteltérés miatt egyszer megkereste Smutsöt, hogy hajlandó-e koalícióra lépni a Dél-afrikai Párt az Afrikáner Párttal, s miután ezt Smuts megtagadta, Havenga nem tett több kísérletet a kormánykoalíció bomlasztására.
Mindezek tudatában Malan 1954-es nyugdíjba vonulását követően jelezte, hogy Havenga, akinek Afrikáner Pártja addigra beolvadt a HNP-be, lehetne az ő utódja. E jóváhagyás ellenére azonban a párt keményvonalasabb tagjai jelezték, hogy meg fogják támadni az utódlást, mert úgy érezték, Havenga túlságosan mérsékelt politikát folytatott az utóbbi években. Havenga kikapott Hans Strijdomtól, aki így Dél-Afrika következő miniszterelnöke lett.
A veresége után visszavonult a politikától, 1957. március 14-én hunyt el Fokvárosban.